# Лузевера
Лузевера (итал. Lusevera, фриульск. Lusevare, словен. Bardo) — коммуна в Италии, располагается в регионе Фриули-Венеция-Джулия, в провинции Удине.
Население составляет 749 человек (2008 г.), плотность населения составляет 15 чел./км². Занимает площадь 52 км². Почтовый индекс — 33010. Телефонный код — 0432.

## Демография
Динамика населения:

## Администрация коммуны
- Официальный сайт: http://www.comune.lusevera.ud.it/